# Podenzano
Podenzano is een gemeente in de Italiaanse provincie Piacenza (regio Emilia-Romagna) en telt 7991 inwoners (31-12-2004). De oppervlakte bedraagt 44,6 km², de bevolkingsdichtheid is 170 inwoners per km².
De volgende frazioni maken deel uit van de gemeente: Gariga, San Polo, Turro, Albone, Altoè, Verano, Maiano, Casoni.

## Demografie
Podenzano telt ongeveer 3210 huishoudens. Het aantal inwoners steeg in de periode 1991-2001 met 13,4% volgens cijfers uit de tienjaarlijkse volkstellingen van ISTAT.
| Jaar | Inwoneraantal |
| ---- | ------------- |
| 1991 | 6603          |
| 2001 | 7491          |

## Geografie
De gemeente ligt op ongeveer 118 m boven zeeniveau.
Podenzano grenst aan de volgende gemeenten: Gossolengo, Piacenza, Pontenure, Rivergaro, San Giorgio Piacentino, Vigolzone.